# 上枝站
上枝站（日语：／ Hozue eki */?）是位於岐阜縣高山市下切町，東海旅客鐵道（JR東海）的高山本線車站。此站是難讀站名之一。車站名稱取自車站啟用當初位於上枝村。

## 歷史
- 1934年（昭和9年）10月25日 - 高山本線飛驒小坂站至坂上站之間開通，此站啟用。為旅客和貨物車站。
- 1982年（昭和57年）3月1日 - 貨物（石油）起卸業務遷移至高山側線。在1995年貨物起卸業務正式結束。
- 1987年（昭和62年）4月1日 - 伴隨國鐵分割民營化，車站由東海旅客鐵道（JR東海）營運。

## 車站構造
車站是一座地面車站，設有2面2線相對式月台，可進行列車交會。車站大樓是一座古老木造建築物。月台比較高於大樓一級。2號月台上沒有候車室。在車站大樓內設有時間表、長椅和機車模型。
此站是由高山站管理的無人車站。在檢票口外設有公廁。

### 月台
| 月台 | 路線     | 上下行 | 方向           |
| ---- | -------- | ------ | -------------- |
| 1    | 高山本線 | 上行   | 高山、下呂方向 |
| 2    | 高山本線 | 下行   | 富山方向       |

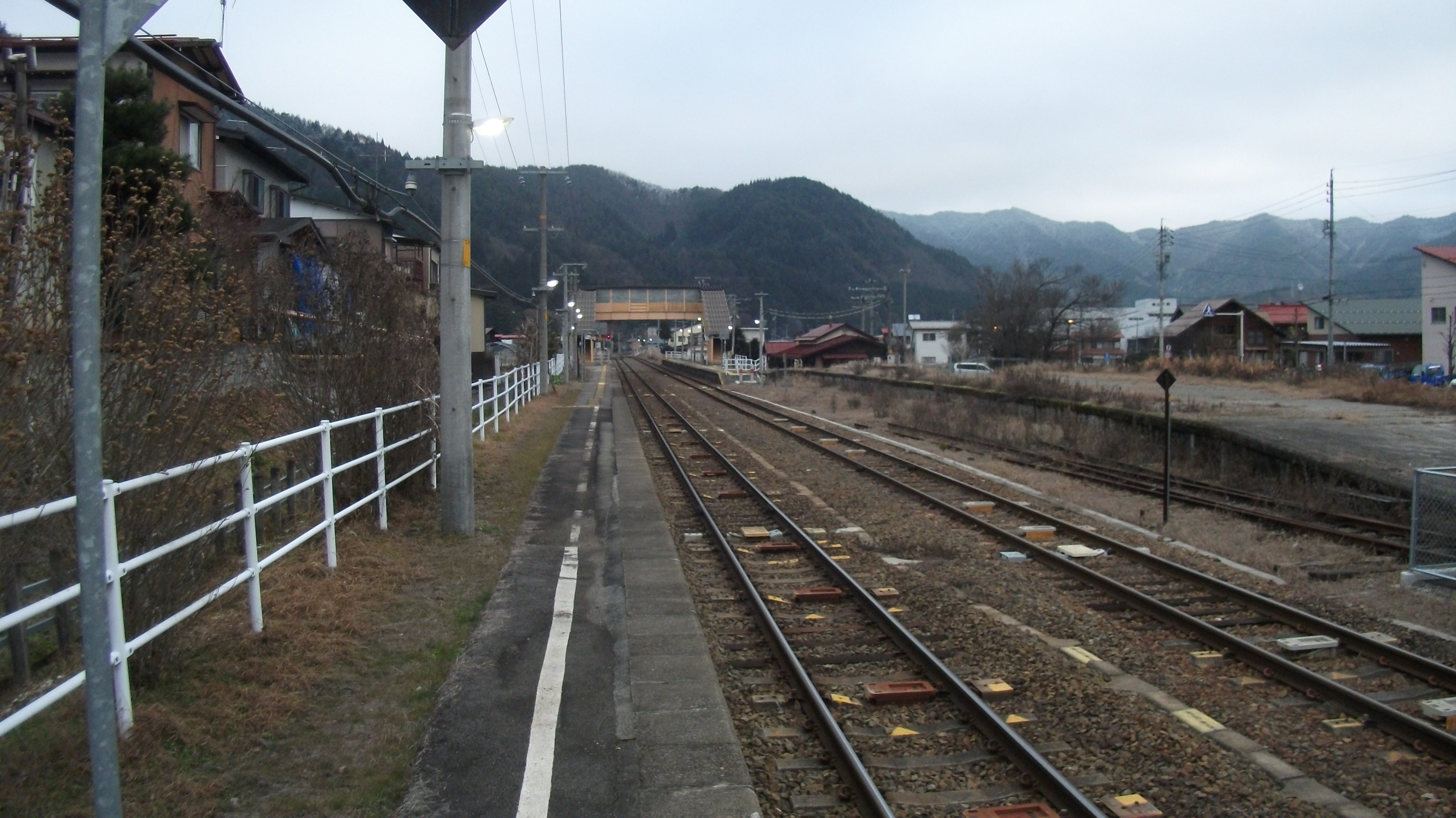
從2號月台望向飛驛國府方向（2011年12月）
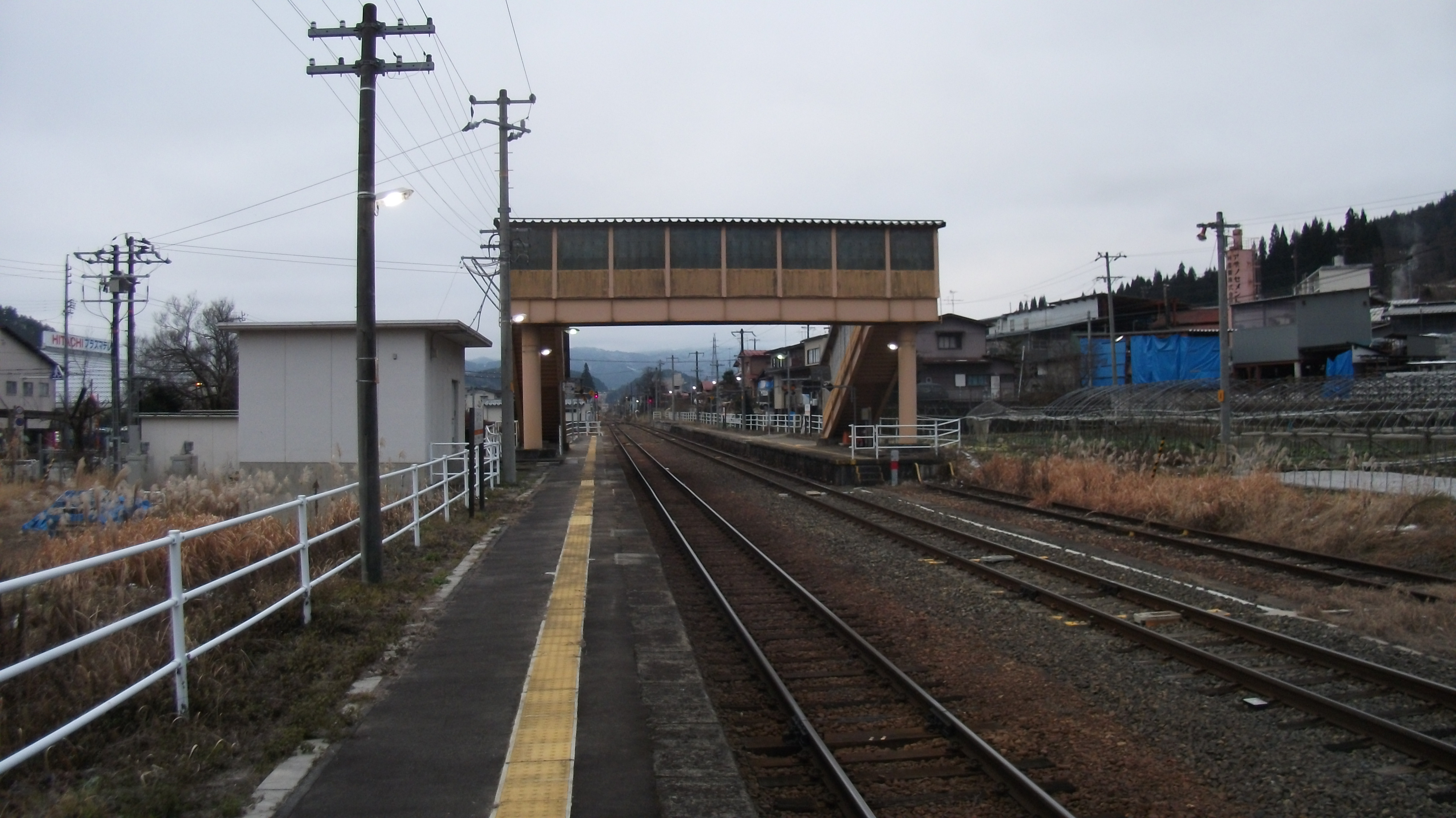
從1號月台望向高山方向（2011年12月）
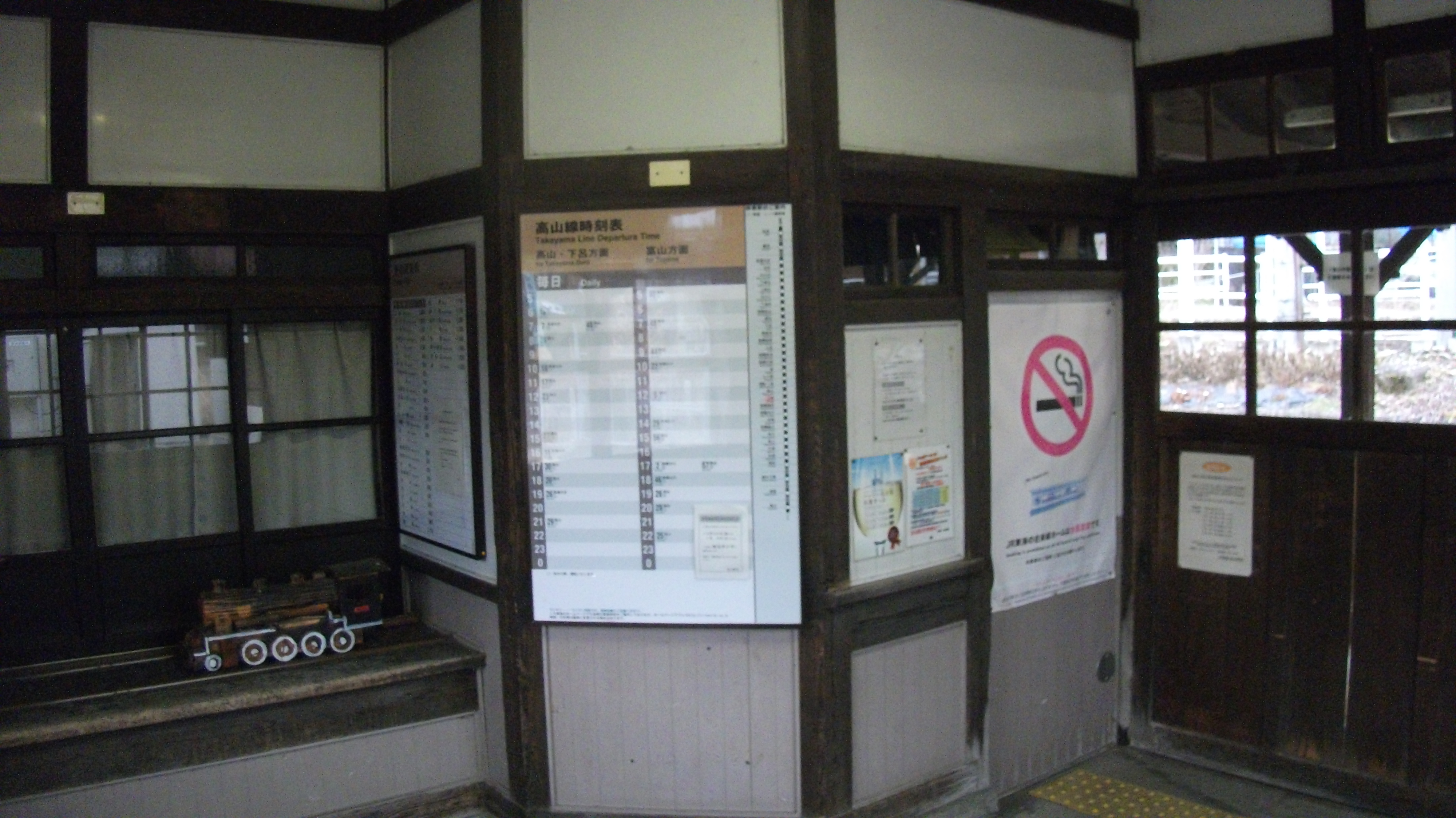
車站大樓內（2011年12月）

## 使用狀況
根據「高山市總覽」，以下為近年的1日平均乘車人次列表：
| 年度   | 1日平均 乘車人次 |
| ------ | ---------------- |
| 2007年 | 23               |
| 2008年 | 22               |
| 2009年 | 18               |
| 2010年 | 12               |
| 2011年 | 14               |
| 2012年 | 19               |
| 2013年 | 19               |
| 2014年 | 12               |
| 2015年 | 12               |
| 2016年 | 11               |
| 2017年 | 15               |
| 2018年 | 15               |

## 車站周邊
車站周邊設有住宅區。在車站東邊200米設有岐阜縣道89號高山上寶線。
- 高山上枝駅前郵局
- 高山警署（日语：高山警察署）上枝警官駐在所
- 高山西高校（日语：高山西高等学校）
- 高山市立三枝小學
- 須田醫院
- 岐阜縣道457號名張上切線（日语：岐阜県道457号名張上切線）
- 宮川（日语：宮川 (岐阜県)）
- 宮川第14號橋樑
- 高山交匯處（日语：高山インターチェンジ (岐阜県)）

## 巴士路線
車站附近的岐阜縣道457號上設有社區巴士乘MyCar北線巴士站。

## 相鄰車站
東海旅客鐵道（JR東海）
 高山本線
高山（CG25）－上枝－飛驒國府

## 注腳
1. ↑  JR東海移動等便利化取組報告書
2. 1 2  採用車站時間表的方向資訊。詳情參見JR東海官方網站的各站時間表 （页面存档备份，存于）（截至2015年1月）。